# Wanssum
Wanssum (Limburgs: Wânsem) is een dorp in Noord-Limburg gelegen aan de Maas. Het was tot 1969 samen met het dorp Geijsteren een zelfstandige gemeente en daarna onderdeel van de voormalige gemeente Meerlo-Wanssum. Sinds 2010 hoort Wanssum bij de fusiegemeente Venray. Het dorp telde op 1 januari 2023 1.900 inwoners.

## Wapen van Wanssum
De oudst bekende vermelding van de schepenen van Wanssum dateert van 2 oktober 1324. De schepenbank bezat tot 1630 geen eigen zegel, ze liet de akten door de schout of de heer bezegelen. Het zegel van 1630 vertoont de aartsengel Michaël staande op een draak. Hij steekt met zijn rechterhand een lans in de muil van de draak en heeft in zijn linkerhand een opgeheven zwaard.

## Geschiedenis
Wanssum ontstond daar waar de Grote Molenbeek uitmondt in de Maas. Het dorp werd in 1242 voor het eerst vermeld. In 1485 werd het een zelfstandige parochie.
Het dorp lag in Opper-Gelre en maakte deel uit van het Land van Kessel, dat de Hertog van Gelre - en later de Spaanse Koning als zijn opvolger vanaf 1543 - toebehoorde. Toen het Spaanse koningshuis uitstierf, volgde de Spaanse Successieoorlog die er toe leidde dat ook Wanssum door de Pruisen werd bezet en formeel in 1713 Pruisisch werd. Dit bleef zo totdat de Fransen in 1794 Pruisisch Gelder definitief veroverden. In 1798 werden de heerlijke rechten en schepenbanken door de Fransen afgeschaft en vervangen door andere bestuursvormen. Bij de totstandkoming van het Koninkrijk der Nederlanden (2 december 1813) werd Wanssum hiervan onderdeel. Bij de Belgische Revolutie (1830) koos dit gebied echter voor aansluiting met België en kwam het via het vredesverdrag van Londen in 1839 bij de Duitse Bond, waar in 1866 uit werd gestapt. Sinds die tijd is Wanssum definitief in Nederland gelegen.
In het kader van de werkverschaffing werd in 1934 een industriehaven gegraven. In 1963 kwam er daarnaast ook een jachthaven. De aanwezigheid van de industriehaven leidde tot de vestiging van onder meer een betonfabriek en een mengvoederfabriek. Ook suikerbieten en organische mest werden er aan- en afgevoerd. In 1997 werden in de haven ruim 1,7 Mton goederen gelost en geladen.
Tijdens de nadagen van de Tweede Wereldoorlog (1944) werd Wanssum grotendeels verwoest. Wansummer Piet van Els deed in zijn dagboek verslag van de gebeurtenissen in Wanssum in de laatste oorlogsmaanden.
- Opmerking: De registers van Doop, Trouw en Overlijdens (vanaf 1700) alsmede die van de schepenbank bevinden zich in het Rijksarchief Maastricht. Kijk bij de Externe link voor het overzicht van de schepenbankarchieven (klik door naar Overkwartier van Gelder).

## Bezienswaardigheden
- De Sint-Michaëlkerk, uit 1951
- De Oude Begraafplaats, aan Oude Kerkstraat 2, waar de vroegere Sint-Michaëlskerk heeft gestaan.
- Sint-Leonarduskapel
- Sint-Michaëlkapel
- Mariakapel aan De Kooy
- Mariakapel aan de Venrayseweg
- Het voormalig raadhuis, aan Venrayseweg 2, oorspronkelijk uit 1940 en een werk van Alexander Kropholler, opgeblazen in 1944. In 1954 werd het raadhuis herbouwd. Het voormalig raadhuis werd in 2019 gesloopt.

## Natuur en landschap
Wanssum ligt aan de Groote Molenbeek, die hier via de industriehaven uitmondt in de Maas. Het dorp ligt op een hoogte van ongeveer 15 meter. Westelijk van Wanssum bevindt zich het Landgoed Geysteren met het Geysters Ven, in wezen een oude Maasbedding.

## Voorzieningen
- Wanssum heeft een openbaar openluchtzwembad.

## Geboren in Wanssum
- Clement Maria Alexander Augustinus Wenzeslaus Nereus de Weichs de Wenne (1807-1893), Tweede Kamerlid van 1847-1849.
- Piet van Els, wethouder, directeur van Landbouwbelang, schrijver van oorlogsdagboek
- Theo van Els (1936-2015), hoogleraar; rector-magnificus van de Radboud Universiteit Nijmegen 1994-2000
- Louis Gooren (1943-2023), hoogleraar endocrinologie
- Teun Peters (1993), acteur, cameraman, spreker, youtuber
- Mees Röttgering (2007), tennisser

## Bekende personen uit Wanssum
- Peter Johannes Rutten (Bergen (Limburg), 1864 - Wanssum, 1953), Tweede Kamerlid van 1922-1929

## Nabijgelegen kernen
Geijsteren, Oostrum, Well, Meerlo, Blitterswijck

## Nog enige afbeeldingen

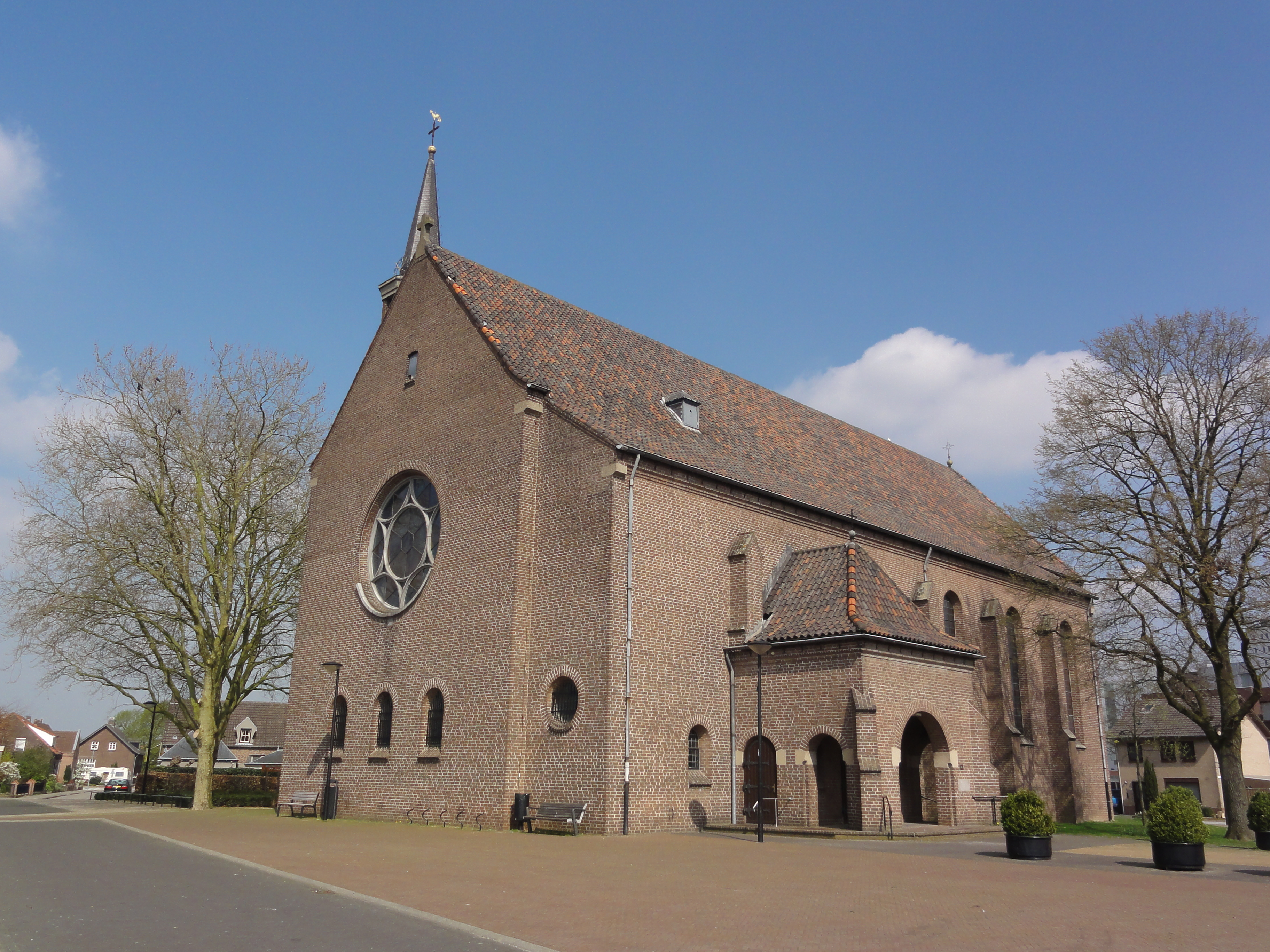
Sint Michaelskerk portaalzijde
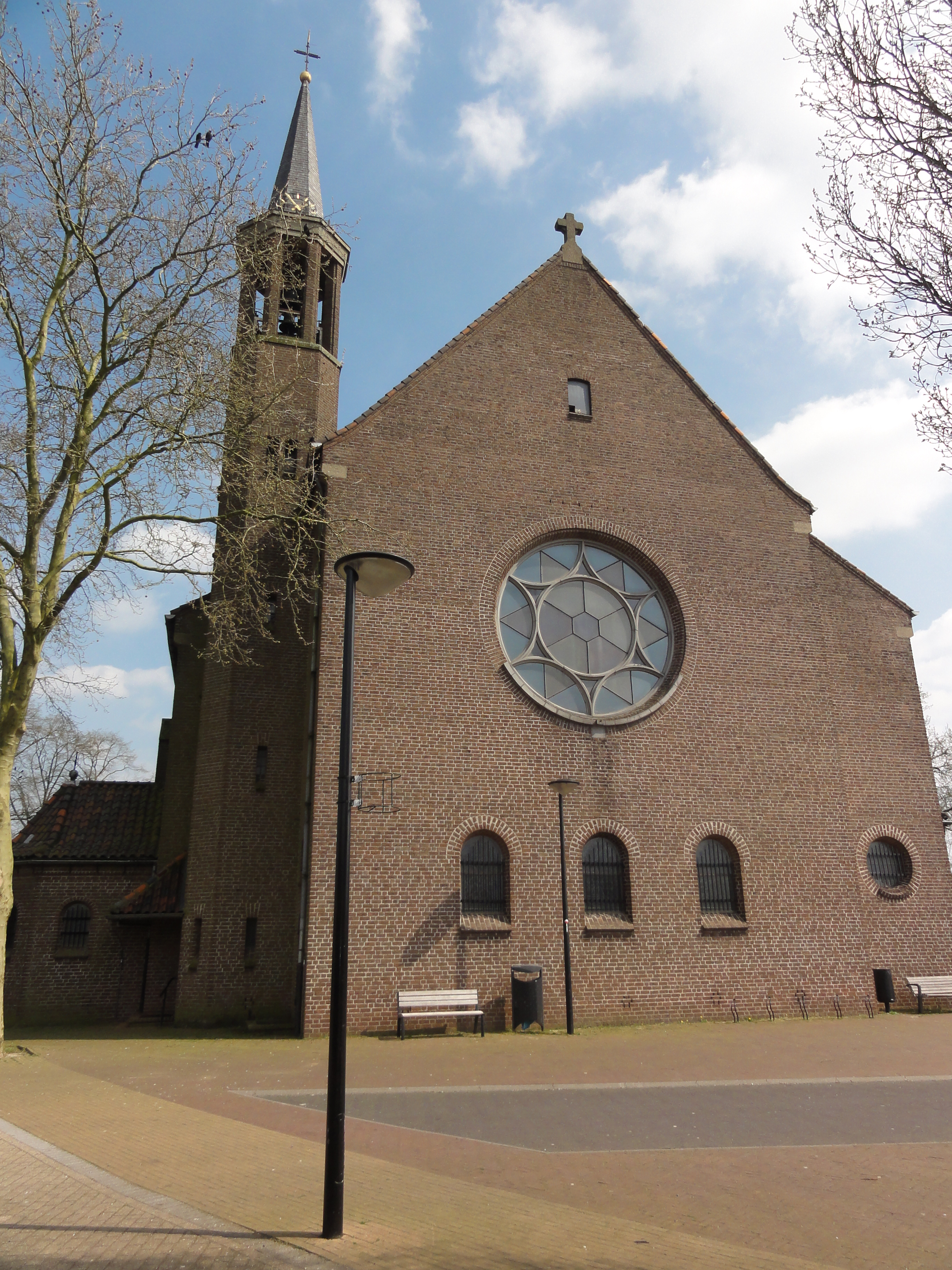
Sint Michaelskerk torenzijde
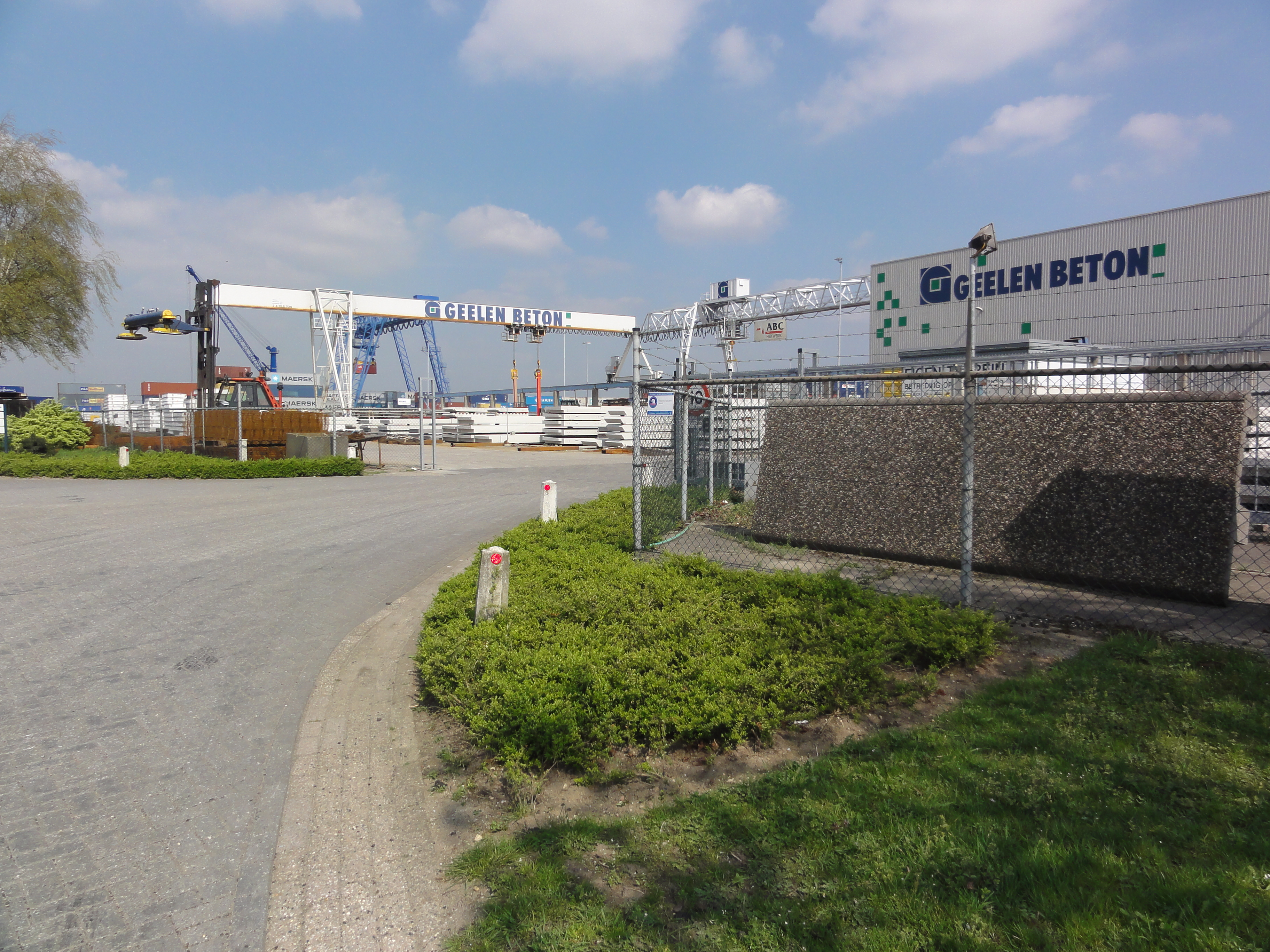
Betonfabriek
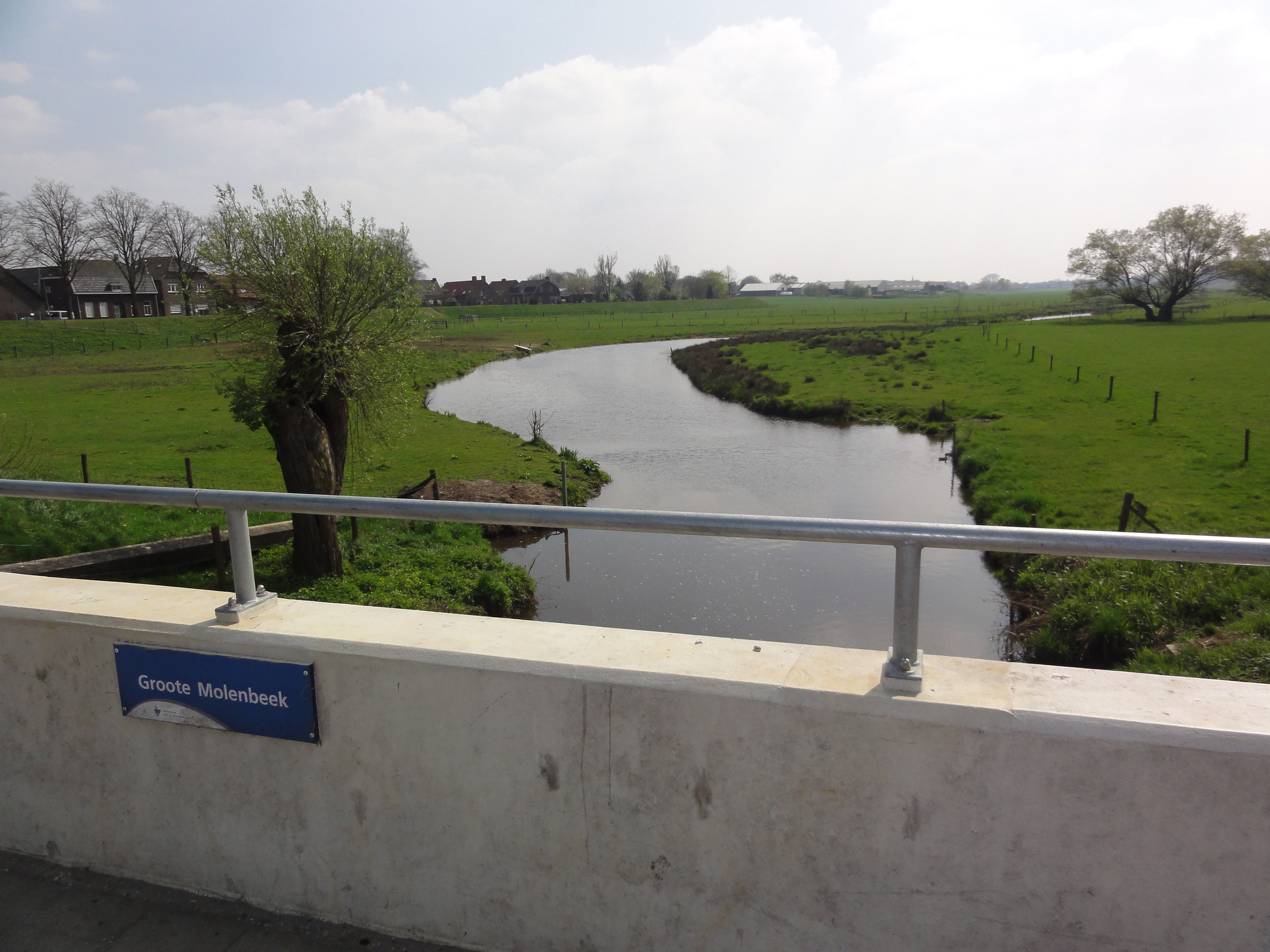
Groote Molenbeek
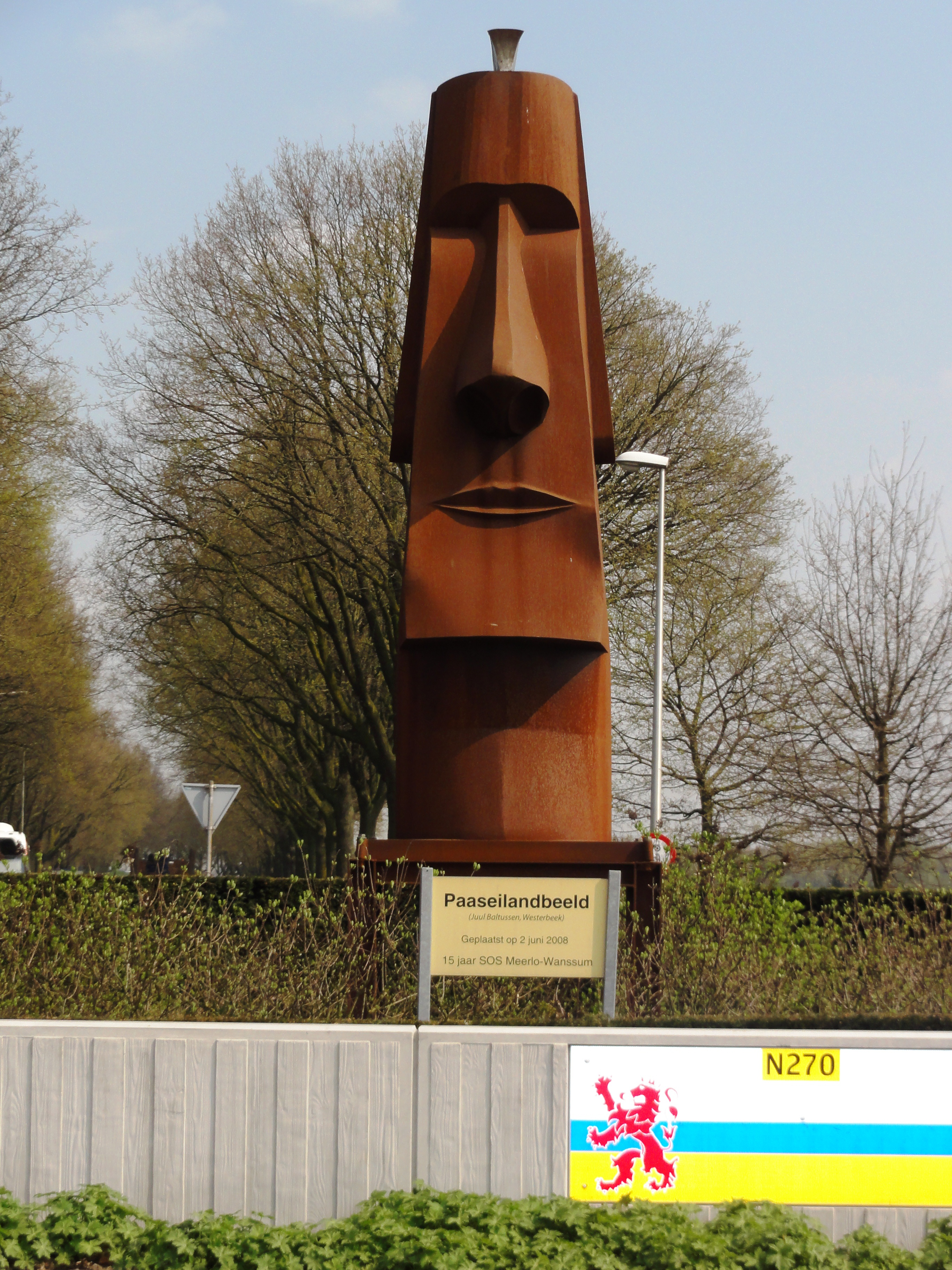
Paaseilandbeeld door Juul Baltussen, 2008
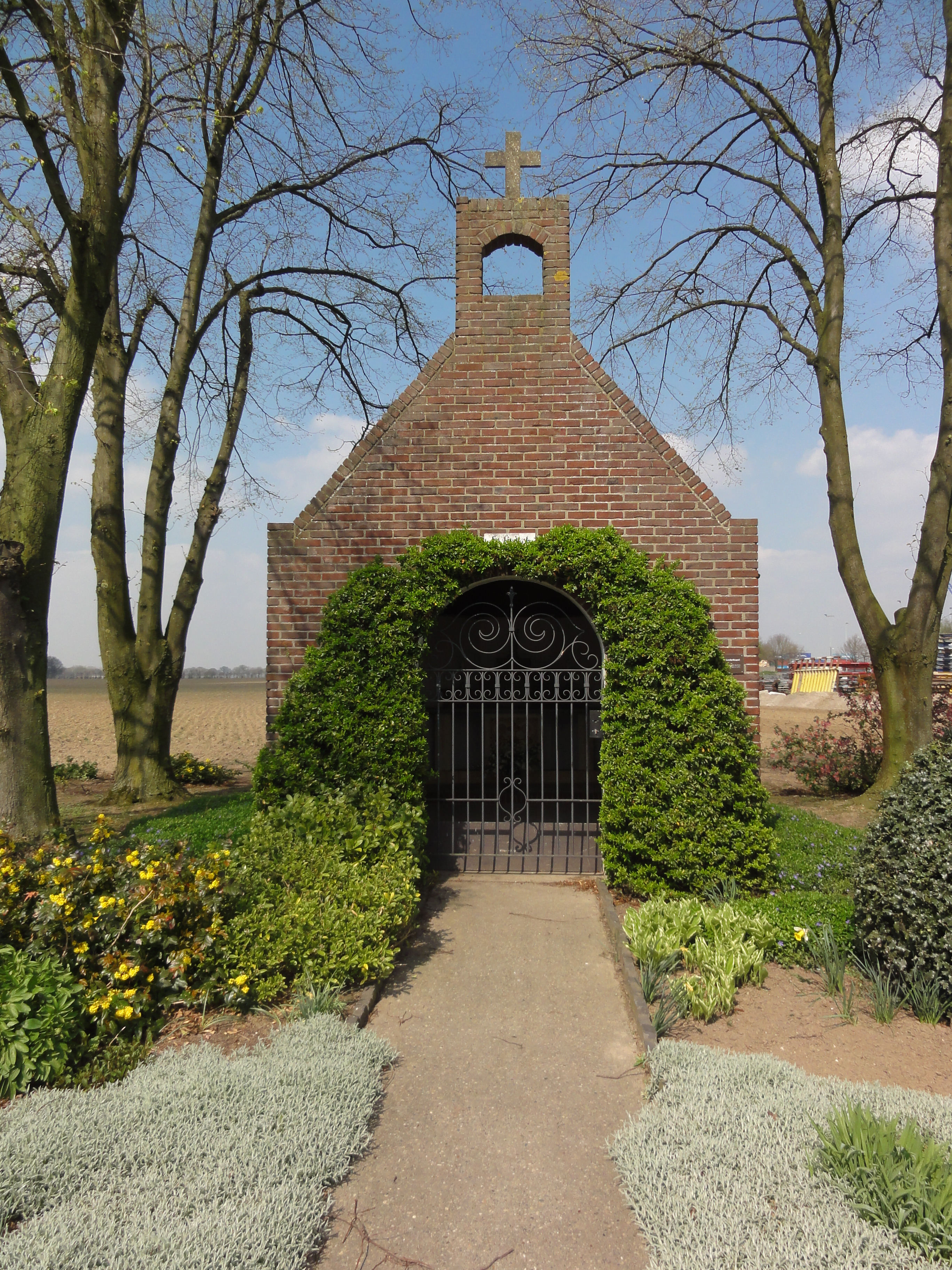
Kapelletje St. Lindert (St. Leonard)
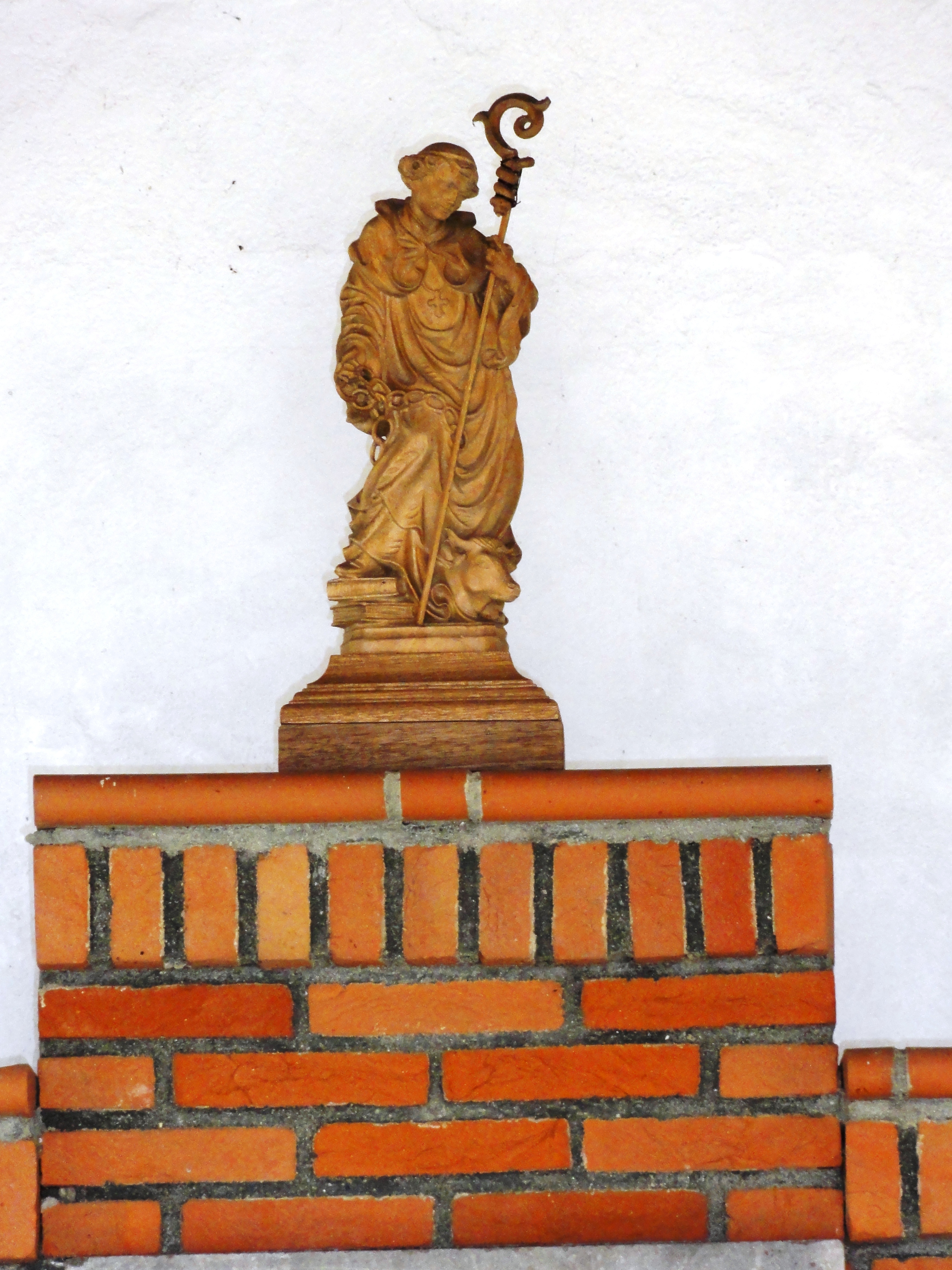
Beeldje St. Leonard
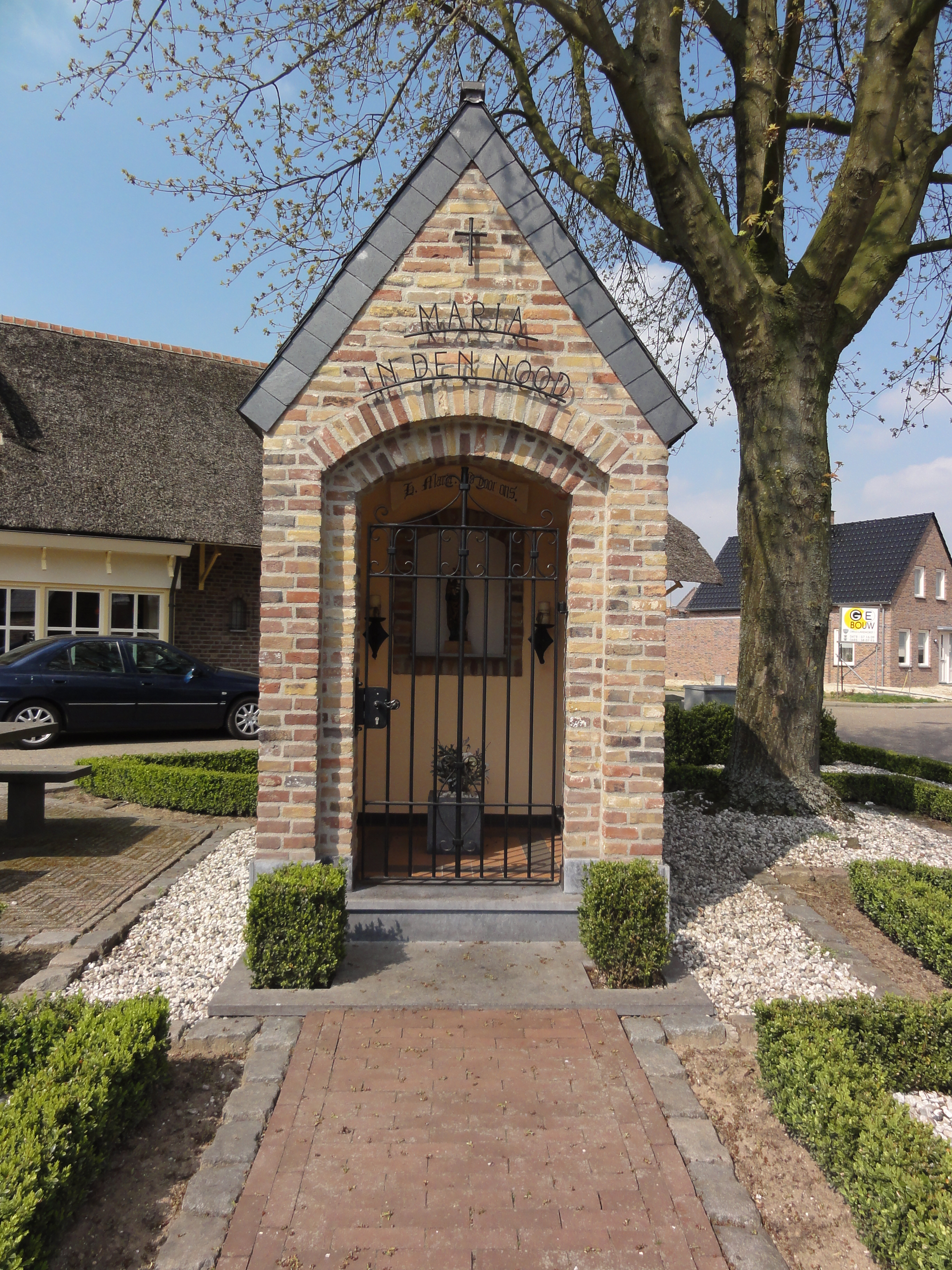
Kapelletje Maria in den nood aan N270
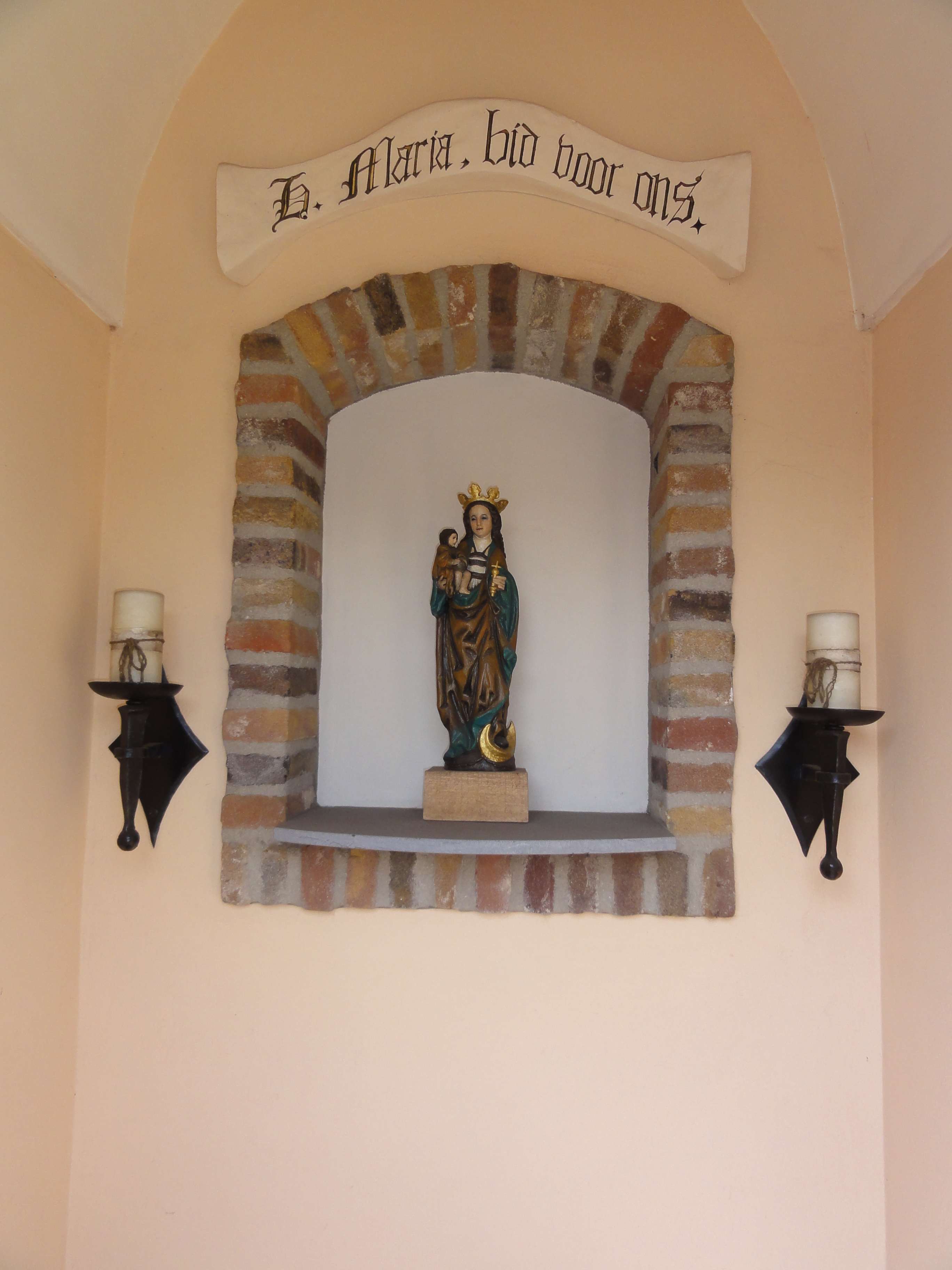
Beeldje Maria in den nood